# 古格王国
古格王国（藏語：གུ་གེ་རྒྱལ་རབས，威利转写：gu ge rgyal rabs）是西藏西部的一个古代王国，它的统治区域包括今天的中国西藏自治区阿里地区一带，还包括印度境内的赞斯喀尔、上金瑙尔、拉胡尔和斯皮提等地区。古格王国遗址在西藏首府拉萨以西约1200公里处，距离冈仁波齐峰不远。
古格王国始于10世纪末，1635年被拉达克王国所灭。

## 起源
古格王国建立于10世纪末，首都在扎布让。
9世纪，曾经强盛一时的吐蕃逐渐衰落，内部矛盾急剧激化。

838年，吐蕃末代赞普朗达玛发动政变上台之后，推行了一系列的灭佛运动：捣毁寺院经书，强迫僧侣还俗等。

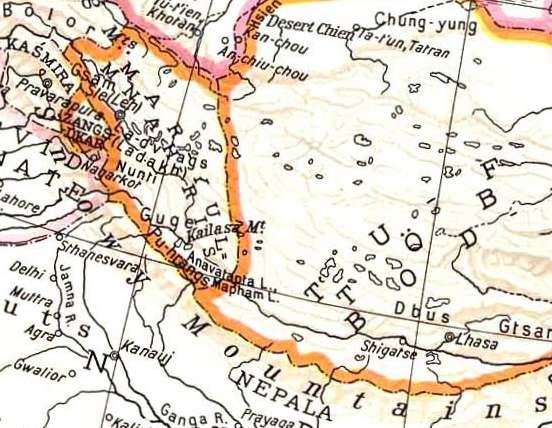
古格在阿里三围的位置

843年，朗达玛被僧人杀死。他的儿子俄松和云丹因争夺王位而相互争战。之后又发生平民起义，各地拥兵自立，吐蕃遂四分五裂。俄松之子贝考赞死于暴动中，贝考赞之子吉德尼玛衮见大势已去，便率领部下逃亡到阿里地区，娶了当地头人的女儿为妻，建立了政权。
吉德尼玛衮去世后，其王国一分为三：长子日巴衮统治西面的麻域（拉达克一带）、二子扎什德衮统治东南部的布让（今普兰县），第三子德祖衮统治象雄（今扎达县），史称“古格王国”。
1042年，印度高僧阿底峡应邀到阿里地区弘扬佛法，為藏传佛教后弘期「上路弘法」重要事件。

## 王室
藏文史书记载，古格王国自吉得尼玛衮在阿里建国，到支地麦，共传二十八位。
| 名 称                  | 主要事迹                   |
| ---------------------- | -------------------------- |
| 吉得尼玛衮             | 建古格王国                 |
| 地组衮                 |                            |
| 阔热                   | 建喀家寺                   |
| 益西奥（又名松艾）     | 建托林寺                   |
| 拉地                   | 邀请松希巴和密如           |
| 强久奥                 | 邀请阿底峡                 |
| 卫地                   | 邀请卡其杂那希日           |
| 孜地                   | 邀请班智达希娃桑布         |
| 巴地                   |                            |
| 扎西地                 |                            |
| 巴那地（又名巴尼）     |                            |
| 那𠯫地（又名那𠯫地瓦） |                            |
| 赞秋地                 |                            |
| 扎西地                 |                            |
| 扎赞地                 |                            |
| 扎巴地                 | 铸造金质文殊和银质弥勒佛像 |
| 阿若地                 |                            |
| 阿素地                 | 在达吉林设立诵经、传法场所 |
| 孜大麦                 |                            |
| 阿南达麦               |                            |
| 日吾麦（日录麦）       | 给大昭寺佛堂盖金顶         |
| 桑𠯫麦                 |                            |
| 孜他麦                 |                            |
| 阿金麦                 |                            |
| 𠯫莲麦                 |                            |
| 帕地麦                 |                            |
| 阿达索朗德             |                            |
| 支地麦                 | 给大昭寺另一佛堂盖金顶     |

## 貿易
由于地处東西貿易中繼站，加之穆罕默德的穆斯林軍隊在印度及東亞西部一帶東征，當地人民與手工業者選擇定居在古格。因此古格的貿易在當時也举足轻重。

## 灭亡
第一个接触古格的西方人是葡萄牙耶穌会传教士安东尼奥·德尔·安德拉德和他的兄弟曼努埃尔·马尔克斯，时为1626年。随后，传教士开始在古格传教，当时的古格王赤扎西扎巴德与他充任宗教领袖最高法王的弟弟札達矛盾很深。古格王试图用西方人来消除当地僧侣势力的威胁，削弱佛教团体的影响，这引起了僧侣的不满。1633年，僧侣们发动叛乱，古格王弟勾结拉达克军队围攻古格都城。1635年，古格王不敌而投降，國王及王室成員慘遭拉達克將士殺害，古格王国覆灭。其地被拉达克王室统治，后来又被拉萨夺回。1679年（清康熙十八年），拉达克战争爆发，罗桑嘉措及其爱徒第巴桑结嘉措、持教法王达赖汗命令噶丹泽旺率蒙藏联军反击拉达克王，并抵御其入侵，也命令攻占拉达克的首都列城，这迫使拉达克王割让早年侵占的古格、日土等地并恢复称臣纳贡的制度。

## 宗教

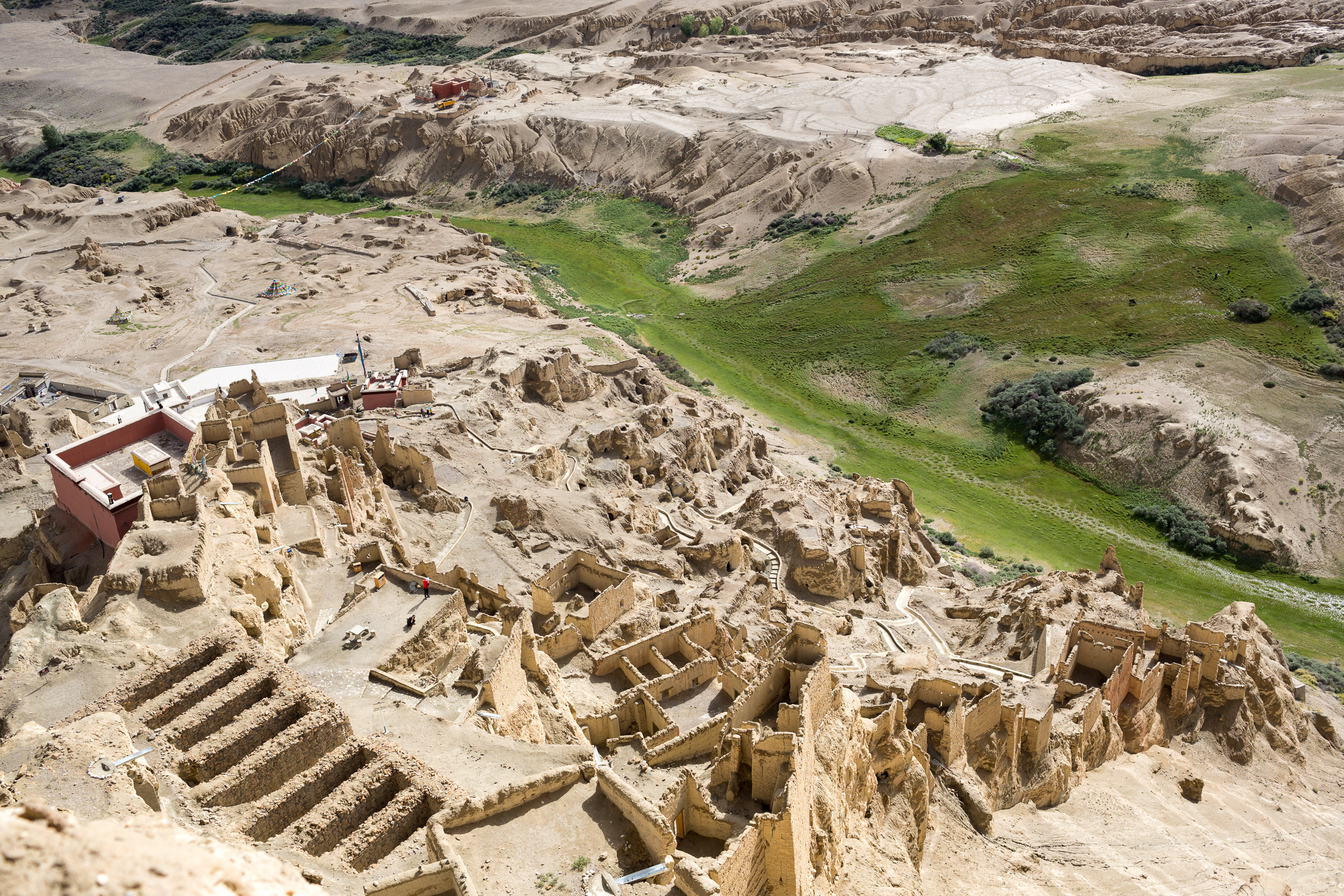
古格王国遗址

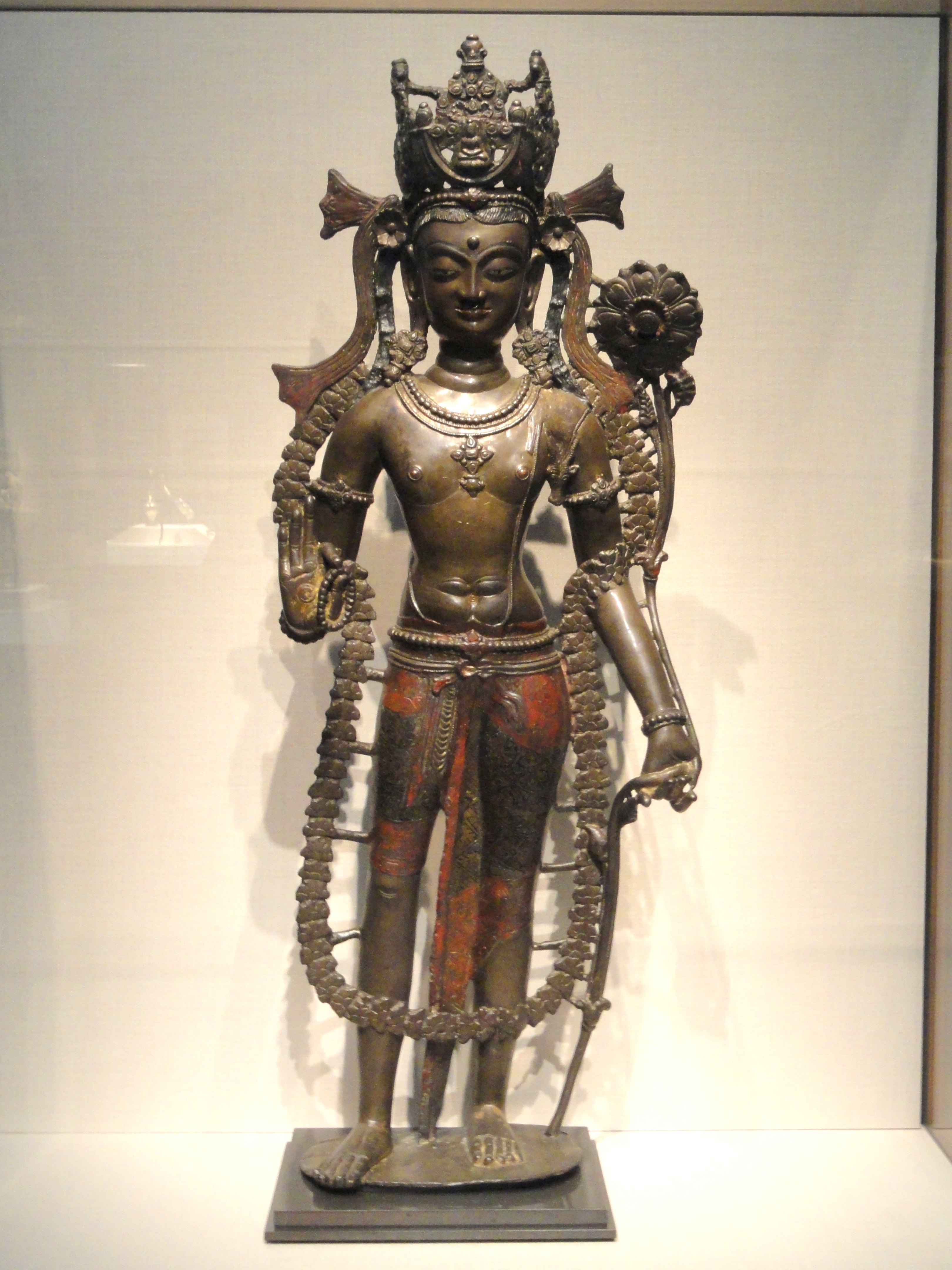
古格时代的佛像

古格王国自开国之日起，便确立了以佛教作为立国之本的国策。这一方面是出于对吐蕃盛世时期佛教盛行的怀念，另一方面，从朗达玛灭佛以后的几百年间，已经有一些僧人在康区和卫藏试图恢复佛教，古格君臣也受到了这股趋势的影响。

## 现状
| 名称             | 建筑用途                             | 所属位置                       | 文保等级 | 入选年份 |
| ---------------- | ------------------------------------ | ------------------------------ | -------- | -------- |
| 古格王国遗址     | 宫殿、房屋（窑洞）遗址               | 阿里地区札达县札布让区象泉河畔 | 国家级   | 1961     |
| 托林寺           | 皇家寺院遗址                         | 阿里地区札达县县城             | 国家级   | 1996     |
| 科迦寺           | 寺庙                                 | 阿里地区普兰县孔泉河畔         | 国家级   | 2001     |
| 皮央遗址         | 佛教洞窟遗址                         | 阿里地区札达县札布让区皮央村   | 国家级   | 2013     |
| 东嘎遗址         | 佛教洞窟、墓葬，古格王国下属治所     | 阿里地区札达县东嘎村           | 国家级   | 2013     |
| 达巴遗址         | 宫殿、房屋（窑洞）遗址               | 阿里地区札达县达巴乡           | 自治区级 | 2007     |
| 香孜遗址         | 寺庙和军事设施遗址，古格王国下属治所 | 阿里地区札达县香孜区           | 自治区级 | 2007     |
| 多香城堡遗址     | 寺庙和军事设施遗址，古格王国下属治所 | 阿里地区札达县多香村           | 自治区级 | 2007     |
| 玛那寺及玛那遗址 | 寺庙和房屋（窑洞）遗址               | 阿里地区札达县玛那村           | 自治区级 | 2007     |
| 卡尔普遗址       | 房屋（窑洞）遗址                     | 阿里地区札达县札布让区         |          |          |
| 麦龙沟寺庙遗址   | 寺庙遗址                             | 阿里地区札达县札布让区         |          |          |

## 延伸閱讀
- Bellezza, John Vincent: Zhang Zhung. Foundations of Civilization in Tibet. A Historical and Ethnoarchaeological Study of the Monuments, Rock Art, Texts, and Oral Tradition of the Ancient Tibetan Upland. Denkschriften der phil.-hist. Klasse 368. Beitraege zur Kultur- und Geistesgeschichte Asiens 61, Verlag der Oesterreichischen Akademie der Wissenschaften, Wien 2008.
- Zeisler, Bettina. (2010). "East of the Moon and West of the Sun? Approaches to a Land with Many Names, North of Ancient India and South of Khotan." In: The Tibet Journal, Special issue. Autumn 2009 vol XXXIV n. 3-Summer 2010 vol XXXV n. 2. "The Earth Ox Papers", edited by Roberto Vitali, pp. 371–463.

## 外部連結
- "Unravelling the mysteries of Guge" （页面存档备份，存于） by Xiong Lei, China Daily, May 8, 2003, retrieved November 24, 2005